# Veltlínské červené

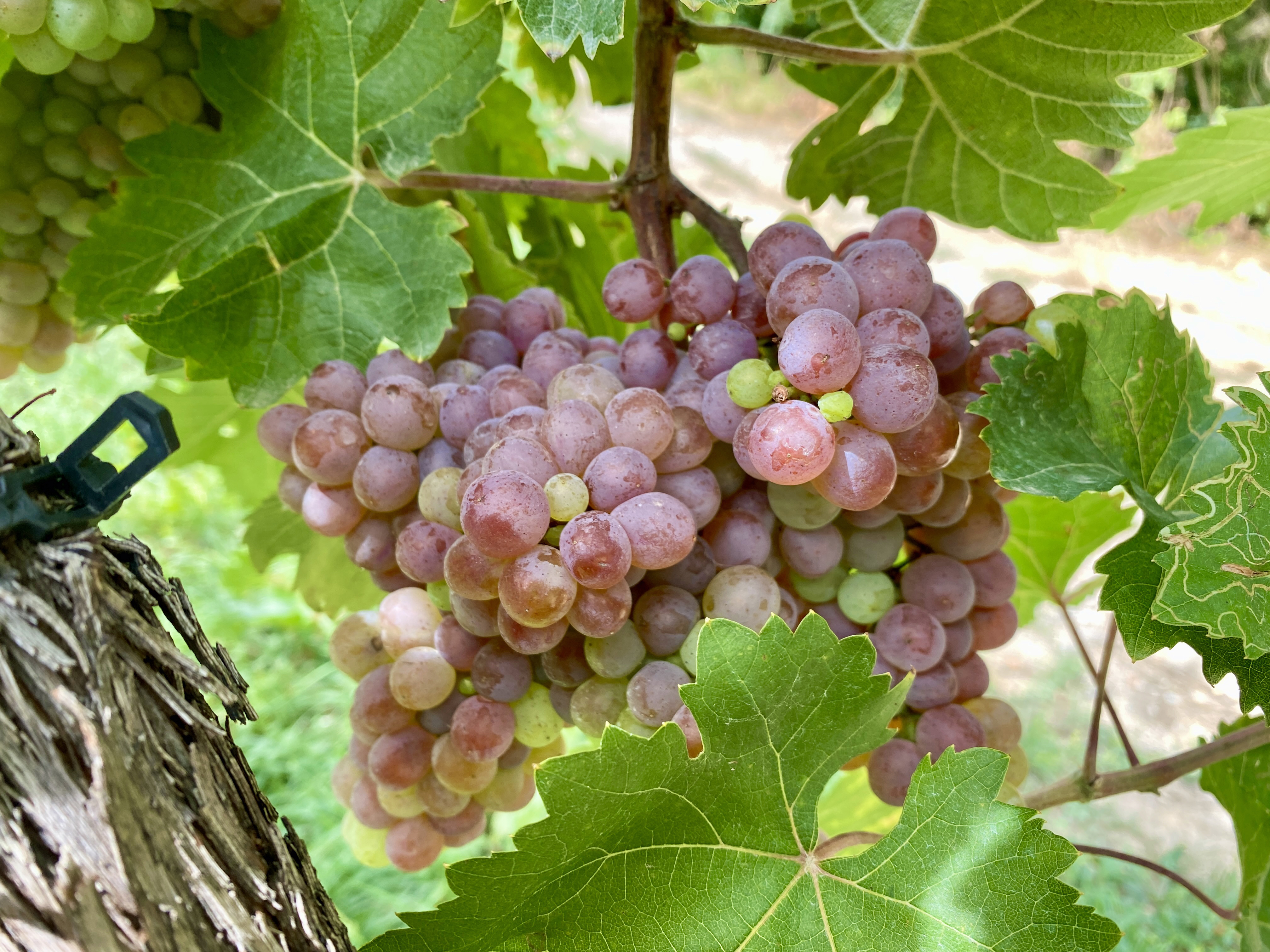
Veltlínské červené

Veltlínské červené (název dle VIVC Veltliner Rot) je stará moštová odrůda révy vinné (Vitis vinifera), jejíž rodičovské odrůdy nejsou známé. Předpokládá se, že pochází z území dnešního Rakouska, dle jiné hypotézy z alpského údolí Valtellina (francouzsky Valteline, německy Veltlin) v Lombardii, poblíž hranic Itálie se Švýcarskem.

## Popis
Réva vinná (Vitis vinifera) odrůda Veltlínské červené je jednodomá dřevitá pnoucí liána dorůstající v kultuře až několika metrů. Kmen tloušťky až několik centimetrů je pokryt světlou borkou, která se loupe v pruzích. Úponky révy jsou krátké až středně dlouhé, umožňují této rostlině pnout se po tvrdých předmětech. Růst je středně bujný až bujný s polovzpřímenými letorosty. Vrcholky letorostů jsou otevřené, středně silně pigmentované antokyaniny, s karmínovým nádechem, středně silně bíle vlnatě ochmýřené. Internodia a nodia jsou červená, bez ochmýření, pupeny jsou průměrně pigmentované antokyaniny. Mladé lístky jsou zelené s bronzovými skvrnami, průměrně pigmentované antokyaniny, slabě bíle vlnatě ochmýřené. Jednoleté réví je eliptického průřezu, rýhované, žlutavě hnědé.
List je středně velký až velký, pentagonální, pětilaločnatý se středně hlubokými až hlubokými horními i dolními výkroji, které mají oblé dno. Líc listu je takřka hladký, rub listu je plstnatý, zoubkování na okraji listu je výrazné. Řapíkový výkroj je lyrovitý se zaostřeným dnem (ve tvaru „UV“), otevřený až úzce otevřený, vzácněji uzavřený s průsvitem. Řapík je krátký až středně dlouhý, kratší, než medián listu, narůžovělý, obrvený, žilnatina listu v oblasti napojení řapíku je středně silně pigmentovaná antokyaniny. Podzimní barva listů je žlutá.
Oboupohlavní pětičetné květy v hroznovitých květenstvích jsou žlutozelené, samosprašné. Plodem je středně velká, kulatá bobule nejednotné barvy a velikosti, slupka je středně silná, průměrně ojíněná, šedočervené barvy, ve stínu nazelenalá, s černými tečkami. Dužina je šťavnatá, sladké, neutrální chuti. Stopečky bobulí jsou krátké, lehce oddělitelné. Hrozen je středně velký (130 g), kuželovitý, hustý, s velmi krátkou, průměrně lignifikovanou stopkou.

## Původ a rozšíření
Veltlínské červené je velmi stará, autochtonní moštová odrůda vinné révy (Vitis vinifera), pocházející patrně z území dnešního Rakouska, dle jiné hypotézy z alpského údolí Valtellina (francouzsky Valteline, německy Veltlin) v Lombardii, poblíž hranic Itálie se Švýcarskem. Odrůda je na menších plochách vysazena v dolnorakouských vinařských oblastech Kamptal a Kremstal, v okolí měst Wagram a Manhartsberg, kde poskytuje kvalitní odrůdová vína, roku 1999 zde byla pěstována na 258 hektarech, roku 2009 již pouze na 193 ha.
Ve Státní odrůdové knize České republiky není odrůda zapsána a není ani odrůdou, povolenou k výrobě zemských vín, na našich vinohradech ji najdeme velmi vzácně.

## Příbuzné odrůdy
Veltlínské červené je historicky důležitým partnerem při spontánním křížení nových odrůd, je rodičem například odrůd Neuburské, Veltlínské červené rané, Veltlínské červenobílé, Rotgipfler (Červenošpičák) či Zierfandler, naproti tomu názor, že je jedním z rodičů odrůdy Veltlínské zelené, se nepotvrdil.
Odrůda Veltlínské červené se v žádném případě nesmí zaměňovat s odrůdou Veltlínské červené rané, lidově zvanou "Večerka", ta je spontánním křížením odrůd Sylvánské zelené x Veltlínské červené, ani s odrůdou Veltlínské červenobílé, která byla dříve považována za mutaci odrůdy Veltlínské červené, dle novějších výzkumů je křížencem odrůd Veltlínské červené x Gouais blanc (Heunisch).
Soudě dle synonymiky katalogu odrůd VIVC Geilweilerhof, všechny tři odrůdy byly a jsou běžně navzájem zaměňovány, i jmenovaný katalog udává, že se Veltlínské červené pěstovalo v ČR roku 1990 na 557 hektarech, což je nesmyslné tvrzení a patrně záměna s oblíbenou „Večerkou“.
Dále lze na vinicích objevit velmi vzácně ještě odrůdy Veltlínské hnědé a Veltlínské šedé, obě jsou pravděpodobně mutacemi odrůdy Veltlínské červené. Další, v katalogu VIVC uvedená odrůda Veltliner Weiss je patrně identická s odr. Veltlínské červenobílé.
Do rodiny těchto odrůd nepatří odrůda Veltlínské zelené, dříve považovaná za mutaci odrůdy Veltlínské červené, tato odrůda vznikla dle genetických výzkumů, publikovaných roku 2007, spontánním křížením odrůd Tramín a St. Georgen.

## Název
Název „Veltlínské“ je odvozen od názvu severoitalského alpského údolí Valtellina (francouzsky Valteline, německy Veltlin) v Lombardii, poblíž hranic Itálie se Švýcarskem. Podle některých hypotéz by odsud měla pocházet právě odrůda Veltlínské červené.
Další, lokálně používaná synonyma odrůdy Veltlínské červené jsou : Вельтлинский розовый (Rusko), Ariavina, A. Männliche, Bakor, Belo Ocka, Belo Oka, Buzyn, Červený Muškatel, Crvena Valtelina, Csucsos Bakor, Debela Ariavina, Dreimänner, Erdezha, E. Shopatna, Erdezka Rabolina, Fedleiner, Feldleiner, Feldlinger, Fleischroter Veltliner, F. Traminer, Fleischtraube Rot, Grossbrauner Velteliner, Grosser Rother Veltliner, Herera Rhaetica, H. Valtellina, Kecskecses, Krdeca, Maucnik, Mavenick, Moslavina, Nagy Veltelini, Nagysagos, Nyulszölö, Piros Veltelini, P.V. Rabolina, Raifler, Raisin de Saint Valentin, Ranfler, Ranfolica, Ranfolina, Rebalina, Rebolina, Red Veltliner, Reifler, Rdeci Veltlinec (Slovinsko), Rhaetica, Riegersburger Rothköpfel, Rossera, Rossola, Rote Fleischtraube, Roter Muskateller, R. Reifler, R. Riesling, R. Veltliner, R. Zierfahnler, Rotgipfler, Rothlichter, Rothe Shopatna, Rotmehlweisser, Rotmuskateller, Rotreifler, Rudeca, Ryvola Červená, Saint Valentin Rose, Shopatna, Somsölö, St. Valentin, Tarant Červený, T. Rot, Todträger Rotreifler, Uva di Saint Valentini, Valentin Rouge, Valteliner Rouge, V. Tardif, Veltelin Piros (Maďarsko), V. Rosso, V. Rouge, Veltlinac Crveni (Chorvatsko), Veltliner Rosso, V. Rot, V. Rouge, Veltlini Piros (Maďarsko), Ver(r)nyeges Veltelini, Weisser Raifler, Weissholzige Ribula Maucnjk, Ziegelroth.

## Pěstování
Réví dobře vyzrává, nicméně odrůda je citlivější vůči zimním mrazům. Plodnost je vyšší, 8-12 t/ha při cukernatosti 17-21 °NM a aciditě 5-8 g/l. Odrůda vyžaduje teplé a slunné polohy, není příliš náročná na půdu, snáší dobře i půdy kamenité a suché. Hodí se pro většinu vedení, snáší dobře i krátký řez, doporučené podnože jsou SO-4, Cr 2, T 5C, 125 AA i K 5BB.

### Fenologie
Odrůda raší raně až středně pozdně, kvete středně pozdně, dozrává též středně pozdně, koncem září až začátkem října.

### Choroby a škůdci
Odolnost vůči houbovým chorobám je obecně nižší, odrůda je citlivá zejména k plísni révové (Plasmopara viticola) i k plísni šedé (Botrytis cinerea), zejména ve vlhčích lokalitách.

## Víno
Dává velmi jemná a komplexní vína, která mohou i déle vyzrávat, harmonická a poměrně extraktivní, vyšší acidity, se sotva popsatelným, typickým odrůdovým aroma, ovšem bez zvláštního, výraznějšího buketu.

### Multimédia
- Ing. Radek Sotolář : Multimediální atlas podnožových, moštových a stolních odrůd révy, Mendelova zemědělská a lesnická universita Brno, zahradnická fakulta v Lednici
- Martin Šimek : Encyklopédie všemožnejch odrůd révy vinné z celýho světa s přihlédnutím k těm, co již ouplně vymizely, 2008-2012